# برنارد وان
برنارد وان (انگلیسی: Bernard Vann; ۹ ژوئیهٔ ۱۸۸۷ – ۳ اکتبر ۱۹۱۸) فرد نظامی اهل پادشاهی متحد بریتانیای کبیر و ایرلند بود.
وی همچنین برندهٔ جوایزی همچون صلیب ویکتوریا و صلیب نظامی شده‌است.
از باشگاه‌هایی که در آن بازی کرده‌است می‌توان به باشگاه فوتبال نورث‌همپتون تاون اشاره کرد.